# Marcopolo Allegro
Marcopolo Allegro es una carrocería de autobúses interurbanos producido por el fabricante brasileño de buses Marcopolo desde 1993 hasta 2007, después de haber sufrido tres cambios. La primera versión apareció en 1993 y se llamó Allegro 1993, tiene un aspecto claramente inspirado en el Torino LN. En 1996, embalado por Generación V (o cinco) de Marcopolo viene el Allegro GV, de nuevo tiene el look inspirado por el entonces Torino GV, y se puede considerar una versión de calle de este último. Finalmente, en 1999, la sexta generación de la carretera Marcopolo, aparece el Allegro 1999 con líneas sutiles que nada recuerdan sus generaciones anteriores, esta vez sólo el conjunto de luces traseras y la ventanilla del conductor que fueron inspirados en el Torino GV2, la trayectoria de esta carrocería terminó en 2007, cuando se suspendió.

## Modelo de importación
El Allegro tenía un modelo de exportación que se llamaba Allegro K.